# Havenstreet
Havenstreet – wieś w Anglii, na wyspie Wight. Leży 6 km na wschód od miasta Newport i 117 km na południowy zachód od Londynu.